# Trichosophroniella rotschildi
Trichosophroniella rotschildi är en skalbaggsart som beskrevs av Stefan von Breuning 1959. Trichosophroniella rotschildi ingår i släktet Trichosophroniella och familjen långhorningar. Inga underarter finns listade i Catalogue of Life.